# Yitzhak Yedid

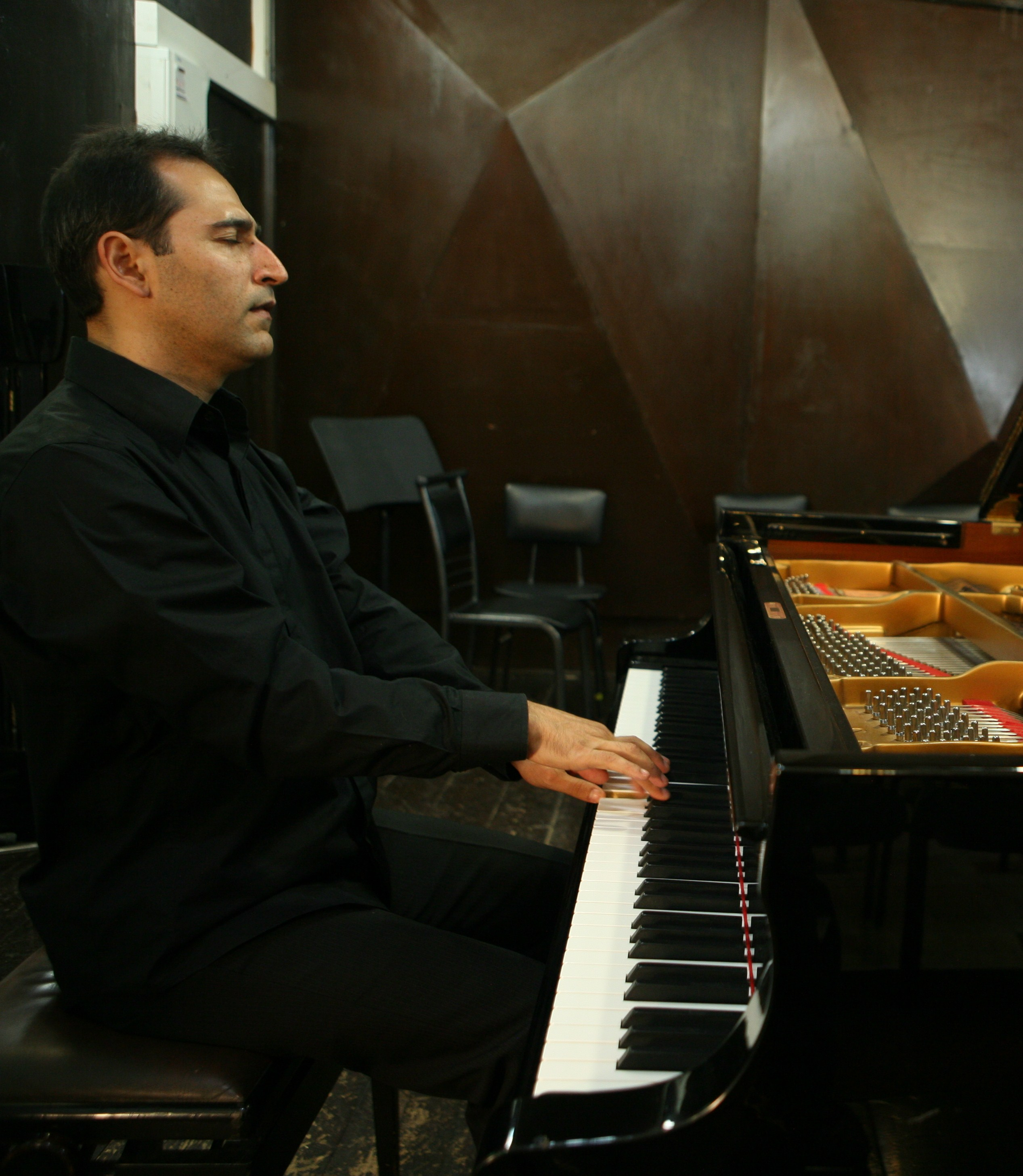
Yitzhak Yedid, März 2009

Yitzhak Yedid (* 29. September 1971 in Jerusalem) ist ein israelischer Pianist und Komponist der Neuen Musik und ein Improvisationsmusiker. In seine Musik fließen zwei Kulturen ein, Abendland und Orient. Er benutzt traditionelle israelische Musik, arabische Musik in Form von Skalen, freie Musik, europäische Klassik und Improvisation. Er studierte bei Ran Blake und Paul Bley am New England Conservatory. Seine Eltern sind syrisch-jüdische Einwanderer.

## Wirken

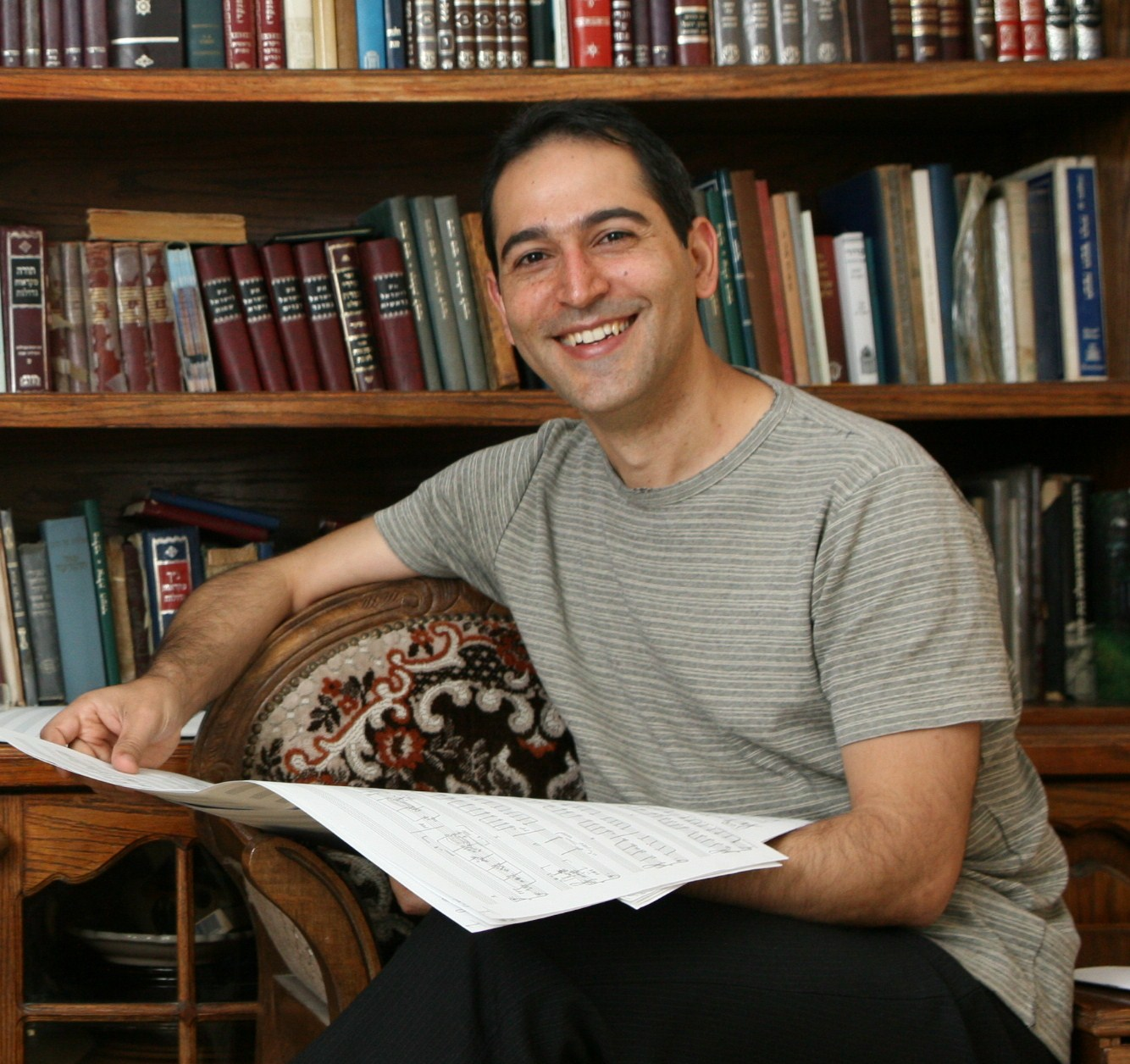
Yitzhak Yedid, März 2009

Reflections Upon Six Images gilt als herausragendes Werk Yedids. Er verschmilzt dort Jazz und Musik des mittleren Ostens. Die Musik ist melodienreich und dynamisch. Es ist sein drittes Album auf dem Label between the lines, welcher Name auch seinen musikalischen Stil, zwischen den Musikstilen zu hören, beschreiben soll.

„Yedid ist ein wunderbarer Geschichtenerzähler. Seine Kompositionen sind herausfordernd und verlangen vom Hörer Stellungnahme zu dem was geschieht. Aber seine Arbeiten sind ebenso unterhaltsam.“

Yedud hat zahlreiche Tourneen unternommen und wichtige  Preise gewonnen.
Yedid arbeitet mit dem kanadischen Klarinettisten François Houle und der (ebenfalls aus Jerusalem stammenden) Bassistin Ora Boasson in dem Projekt Suite Mythe of the Cave, dem das Höhlengleichnis aus Platons Ideenlehre zugrunde liegt, zusammen.
Sein Ensemble besteht aus: Galia Hai (Bratsche), Ora Boasson Horev (Bass), Alon Reuven (Horn), Orit Orbach (Klarinette), Yaron Ouzana (Posaune).

## Kompositionen
- Visions, Fantasies and Dances, Music for String Quartet, 2012
- Oud Bass Piano Trio, Between the lines, 2008
- Nine images for Violin Cello and Piano Klaviertrio, 2006
- Chagall Project Sieben Soloklavierstücke inspiriert von Marc Chagall 2006
- Since my Soul Loved Klavierquintett, in vier Sätzen, 2005
- Oud-Bass-Piano Trio Trio für Oud, Kontrabass und Klavier, in fünf Sätzen, 2005
- Psalms Drei Sänger, äthiopischer Volkssänger, Alt, Bass und Klavier, 2004
- Reflections Upon Six Images Quartett für Klarinette, Bratsche, Kontrabass und Klavier, 2004
- Passions & Prayers, Sextett, "Eine Hommage an Jerusalem" Sextett für Horn, Klarinette/Bassklarinette, Posaune, Bratsche, Kontrabass und Klavier, 2003.
- Myth of the Cave Trio für Klarinette/Bassklarinette, Kontrabass und Klavier, 2002
- Ras Deshen Vier Stimmen, Krar, Klavier, 2002
- Tachanun Klaviertrio, Kontrabass und Perkussion, 2001
- Tachanun Soloklavier, Suite in einem Satz. 2000
- Full Moon Fantasy Soloklavier, 1998
- Out to Infinity Harfe, 2010